# (e)-STYLE
(e)-STYLE é o sexto álbum de estúdio da carreira solo de Masaaki Endoh. Foi lançado em 7 de julho de 2011 pela Lantis e possui 13 faixas.

## Produção
Foi lançado em duas edições com duas capas diferentes. Uma continha um DVD extra com videoclipes. Contém músicas que Endoh fez para animes, jogos eletrônicos e séries de tokusatsu.

## Recepção
Sobre o álbum, o CD Journal disse que "após abrir com uma balada, segue um desfile de leves canções com base no rock. Endoh ruge e canta o mais alto que pode, e sua energia naturalmente aparece. É um álbum enérgico.
O álbum chegou à 32ª posição da Billboard Japan, e ficou duas semanas no Oricon Albums Chart, chegando à 32ª posição.

## Faixas
| N.º            | Título                                                                | Letras                       | Música            | Arranjo        | Duração |  |
| 1.             | "HOPE"                                                                | Masaaki Endoh                | Shinji Tamura     | Kenichi Sudo   | 3:32    |  |
| 2.             | "Super Sonic Full Soul Dynamite"                                      | M. Endoh                     | Keiichi Nabeshima | K. Nabeshima   | 4:27    |  |
| 3.             | "My Style"                                                            | M. Endoh                     | Shunryu           | Shinya Saito   | 4:07    |  |
| 4.             | "BELIEVE IN NEXUS" (de Yu-Gi-Oh! 5D's)                                | M. Endoh                     | M. Endoh          | Masaki Suzuki  | 3:25    |  |
| 5.             | "Jounetsu Gangan" (de Bikkuri Pachinko Ashita no Joe)                 | Tanukichi                    | TAMACHAN          | Yasuo Kijima   | 3:41    |  |
| 6.             | "SPIRAL"                                                              | M. Endoh                     | Masato Nakayama   | M. Nakayama    | 4:29    |  |
| 7.             | "Runner's High"                                                       | M. Endoh                     | Junpei Fujita     | J. Fujita      | 4:26    |  |
| 8.             | "Asu e no Michi ~Going my way!!~" (de Yu-Gi-Oh! 5D's)                 | M. Endoh                     | Shunryu           | M. Suzuki      | 3:50    |  |
| 9.             | "Jumping on the Monster Beat!!"                                       | M. Endoh                     | Hirofumi Miyake   | H. Miyake      | 4:28    |  |
| 10.            | "Kankyou Choujin Ecogainder" (de Kankyou Choujin Ecogainder)          | M. Endoh                     | M. Endoh          | M. Suzuki      | 3:12    |  |
| 11.            | "Aoi Hoshi"                                                           | M. Endoh                     | Shunryu           | Daisuke Kato   | 4:24    |  |
| 12.            | "Sora wo Yuku Tomoshibi no Uta" (de Muv-Luv Unlimited: The Day After) | Aki Hata                     | H. Miyake         | H. Miyake      | 5:12    |  |
| 13.            | "Sea Jetter Kaito" (de Sea Jetter Kaito)                              | M. Endoh e Hironobu Kageyama | H. Kageyama       | Kenji Yamamoto | 3:32    |  |
| Duração total: | Duração total:                                                        | Duração total:               | Duração total:    | Duração total: | 52:45   |  |